# Benjamín Garré
Benjamín Antonio Garré (* 11. Juli 2000 in Buenos Aires) ist ein argentinischer Fußballspieler.

## Karriere

### Verein
Garré begann seine Karriere beim CA Vélez Sarsfield. Zur Saison 2016/17 wechselte er nach England in die Jugend von Manchester City. Bei City spielte er dann später auch für die Reserve. Im Januar 2020 kehrte der Angreifer wieder in seine Heimat zurück und schloss sich dem Racing Club Avellaneda an. Im Februar 2020 gab er sein Debüt in der Primera División. Bis zum Ende der Saison 2019/20 absolvierte er zwei Partien. In der Saison 2020/21 kam er dann zu sechs Einsätzen. In der Spielzeit 2021 absolvierte er elf Spiele, in denen er ein Tor erzielte.
Nach weiteren fünf Einsätzen zu Beginn der Saison 2022 wurde Garré im Juni 2022 an den Ligakonkurrenten CA Huracán verliehen. Bis zum Ende der Spielzeit kam er zu 26 Einsätzen, in denen er vier Tore erzielte. Zur Saison 2023 kehrte der Offensivspieler nicht mehr zum Racing Club zurück, sondern wechselte nach Russland zu Krylja Sowetow Samara.

### Nationalmannschaft
Garré nahm 2017 mit der argentinischen U-17-Auswahl an der Südamerikameisterschaft teil. Während des Turniers kam er dreimal zum Einsatz, Argentinien schied bereits in der Vorrunde aus.